# Хосе Дієс Кансеко
Хосе́ Ді́єс Кансе́ко Пере́йра (ісп. José Diez-Canseco Pereyra; *6 жовтня 1904, Ліма, Перу — 4 березня 1949, там же) — перуанський письменник і журналіст. Його вважають предтечею урбан-реалізму в перуанській літературі ХХ століття.

## З життєпису
Син Альфредо Дієс Кансеко Коломи та Марії Перейри Патрон, онук генерала Франсіско Дієс Кансеко Корбачо, який був тимчасовим президентом Перу в 1868 і 1872 роках.
Навчався в коледжі Сан-Хосе-де-Клуні в Барранко, потому в коледжі Інмакулада в Лімі, який залишив у 1920 році, щоб розпочати літераторську кар'єру в Барранко.
У 1921 році під псевдонімом Edmundo de Rienzi почав співпрацювати у місцевій газеті La Provincia. Крім того працював менеджером All America Cables у Барранко та деяких столичних торгових домів. Він також співпрацював з лімськими журналами Variedades, Mundial і Amauta. Деякі його оповідання та вірші, які він публікував у цих ЗМІ, мали великий успіх у читачів.
У 1927 році, втягнувшись у політичні справи, Х. Д. Кансеко поїхав до Європи. Після повернення наступного (1928) року до Ліми, почав дописувати в газету El Tiempo.
У 1929 році вирушив у літній круїз для кадетів військово-морської школи, що прямував до Панами, і ця подорож збагатила його досвідом спілкування з моряками. Так народився його персонаж El Gaviota, протагоніст однойменної костумбристської повісті, яка частково була вперше опублікована в журналі Amauta. Одночасно він написав ще одну повість El Kilómetro 83. Обидва твори згодом склали перше видання Estampas mulatas (1930), доповнені пізніше новими оповіданнями, включаючи його найвідомішу новелу «Дзиґа» (El trompo), що поставила автора в ряди найперспективніших у своєму поколінні.
Після падіння Аугусто Леґії (1930) році він став членом Американського народного революційного альянсу (Alianza Popular Revolucionaria Americana). Був одним із редакторів газети La Tribuna. Він також співпрацював з La Revista Semanal (1930-1931) і El Hombre de la Calle (1930-1932), а також був одним із редакторів El Perú.
Коли переслідування апристів посилилися, він знову вирушив до Європи, три роки пробувши у Франції, де мав кількох родичів. У грудні 1932 року в Парижі він був здивований новиною про те, що буенос-айреська газета La Prensa відзначила одне з його оповідань (Jijuna) серед 13 000 конкурсантів. Як уже визнаний автор, Кансеко був прийнятий у ABC в Мадриді, де його нагородили журналістською премією імені Антоніо Сосайї.
По поверненні до Перу в 1935 році, Кансеко поринув у журналістику та політику, можливо, на шкоду своєму справжньому письменницькому покликанню, яке він випробував у Duque (роман був опублікований у 1934 році), їдка і яскрава критика олігархії своєї країни.
Між 1940 і 1945 роками він вивчав філологію та право в Університеті Майор де Сан-Маркос, але не зміг його закінчити, за його словами, тому що на його дипломі не було підпису політичного опонента.
У 1943 році він одружився з Рене Гонсалес Баруа, і у них народилися дочки Кармен Роза і Марія де ла Крус.
У журналістській сфері Кансеко досяг чимало, виділяючись своєю гострою і колоритною креольською мовою. Він був кореспондентом двох лімських газет: La Prensa, у Колумбії (1936); і El Universal, в Сантьяго-де-Чилі (1936-1939). Він також був одним із засновників Jornada, тижневика, який підтримував кандидатуру Хосе Луїса Бустаманте-і-Ріверо (1944) у президенти.
Втретє Кансеко відвідав Францію (та  інші країни Європи) з жовтня по грудень 1945 року. Повернувшись у Перу, він приєднався до редакції столичної газети La Prensa (1947-1949), де завідував двома розділами, які стали найбільш читаними публікою.
У самому розквіті сил і творчості, коли Хосе Дієс Кансеко будував плани зодо подальшох кар'єри, просто посеред написання книги El mirador de los ángeles його закочила смерть улітку 1949 року. Йому виповнилось лише 45 років.

## З доробку
Хосе Дієс Кансеко вважається одним із найкращих перуанських авторів оповідань і повістей, а також попередником сучасного перуанського оповідання.
Він розвинув розповідь про прибережну тематику, як це вже почали робити Абрахам Вальделомар та Енріке Лопес Альбухар, але приділив більше уваги афро-перуанському характеру (самбо та креольські мулати), до того часу майже відсутньому в перуанській літературі. Його розповідь жива, сповнена жартів і природних почуттів. Він використовує народну або креольську мову, що надає автентичності та енергії його оповіді.
Перша повість Кансеко El Gaviota частково опублікована в журналі Amauta. Майже одночасно він написав ще одну повість Kilómetro 83. Це історії про прибережне креольське середовище, персонажі яких переважно самбо з околиць. Обидва твори увійшли до Estampas mulatas (1930). Друге видання (1938) включало ще чотири твори: Jijuna (оповідання, написане в 1931 році, за яке він отримав нагороду в Аргентині); Don Salustiano Merino, notario; El velorio та Gaína que come güebo. У посмертне видання, куратором якого була вдова автора в 1951 році, ввійшли й інші твори, зокрема й «Дзига». Ця новела — невеликий за розміром шедевр на дитячу тему, героєм якого є Чупітос, афро-перуанський хлопчик, який вправно грає в дзигу.
Письменник писав не лише про соціальні низи, а й про мешканців районів із вищим соціальним статусом, як у випадку з Suzy, довгим романом, опублікованим у Mercurio Peruano (№ 40, Ліма, 1930). У цьому ж ключі й незавершені романи El mirador de los ángeles і Las Urrutia, опубліковані посмертно (1974) критиком Томасом Ескахадільйо.
Найвідомішим і прославленим твором Кансеко є роман Duque (1934), де він сатирично описує декадентське життя відомих персонажів вищого класу Ліми. Написаний між 1928 і 1929 роками, він вийшов друком в Сантьяго-де-Чилі в 1934 році у видавництві Ercilla, яким тоді керував Луїс Альберто Санчес. Твір спричинився до вигнання автора до Європи.